# Isto É Lá com Santo Antônio
Isto é Lá Com Santo Antônio é uma canção de Lamartine Babo, gravada por Carmen Miranda e Mário Reis, com o acompanhamento do conjunto Diabos do Céu. A gravação foi feita nos estúdios da RCA Victor em 14 de maio de 1934 e lançada no mês seguinte, em junho.
A canção foi relançada em 1998 em uma coletânea com três CDs pela RCA/BMG. Este álbum figurou na lista do livro Os 100 Melhores CDs da MPB, do autor André Domingues.

## Regravações
A canção foi interpretada pela cantora Marlene no LP Caixinha de Saudade, lançado em 1960 pela Odeon.  Também aparece no LP Show de Alegria de Silvio Santos, lançado pela RCA Pure Gold em 1975. O grupo A Patotinha lançou a faixa em seu álbum Datas Festivas de 1979.
Anos depois, foi regravada pela banda Mastruz com Leite para o álbum São João na Roça (1999). A apresentadora de televisão Xuxa também cantou a música em seu álbum Arraiá da Xuxa (1997)